# 제약된 극값 정리
제약된 극값 정리(制約된 極값 定理, 영어: constrained extremum theorem)는 선형대수학의 정리로, 이차 형식의 최댓값과 최솟값을 단위구 상에서 구할 때의 조건에 관한 내용이다.

## 공식화
A를 실수 성분만을 갖는 n×n인 대칭행렬이라 하고, 그 크기의 내림차순으로 배열된 고윳값을 {\displaystyle \lambda _{1},\lambda _{2},...,\lambda _{n}} 라 하자. 그러면, 제약된 극값 정리는 다음 세 명제가 성립하는 것으로 표현할 수 있다.
1. 단위구 ||x|| = 1 위에 xTAx의 최댓값과 최솟값이 존재한다.
2. 최댓값은 가장 큰 고윳값인 {\displaystyle \lambda _{1}} 이고, 이 최댓값은 x가 {\displaystyle \lambda _{1}} 에 대응하는 A의 단위 고유벡터일 때 존재한다.
3. 최솟값은 가장 작은 고윳값인 {\displaystyle \lambda _{n}} 이고, 이 최솟값은 x가 {\displaystyle \lambda _{n}} 에 대응하는 A의 단위 고유벡터일 때 존재한다.

여기서 조건인 ||x|| = 1를 제약(constraint)이라 하고, 이 제약에서 xTAx의 최댓값 또는 최솟값을 제약된 극값(constrained extremum)이라 한다.

## 같이 보기
- 최대 최소 정리
- 라그랑주 승수법

## 참고 문헌
- Howard Anton, Robert C. Busby, 고형준 외 공역, 《최신선형대수》, 학술정보, 2004